# Max Müller (Handballspieler)
Max Müller (* 7. Mai 1945 in Niederbühl; † 13. Dezember 2021 in Karlsruhe) war ein deutscher Handballnationalspieler, der für die Bundesrepublik antrat.

## Karriere
Er wurde mit Frisch Auf Göppingen 1970 und 1972 deutscher Meister. Seine Karriere begann er beim SV Niederbühl, einem Traditionsverein des Südbadischen Handball-Verbandes (SHV). In der Bundesliga war er neben Göppingen auch für den TSV 1896 Rintheim aktiv.
In der deutschen Handballnationalmannschaft wirkte Müller bis 1972 in 51 Länderspielen mit, in denen er 110 Treffer erzielte. Sein größter Erfolg mit der deutschen Nationalmannschaft war der fünfte Platz bei der Weltmeisterschaft 1970.
Regional spielte er später für den TSV Rintheim, mit dem er im Kampf um die deutsche Meisterschaft 1975 das Halbfinale erreichte, aber im Finale dem VfL Gummersbach unterlag. Im Pokalendspiel 1975 gab es eine 14:15-Niederlage gegen GW Dankersen.